# Bahnstrecke Palézieux–Bulle–Montbovon
| Strecke |          | SBB von Bern–Fribourg                    | SBB von Bern–Fribourg              |
| Bahnhof · Kopfbahnhof Streckenanfang                                                                                              | 0,05     | Palézieux Endpunkt S 50 S 51             | 669 m ü. M                         |
| Strecke nach rechts · Strecke |          | SBB nach Lausanne                        | SBB nach Lausanne                  |
| Grenze | 0,52     | Kantonsgrenze Waadt-Freiburg             | Kantonsgrenze Waadt-Freiburg       |
| ehemaliger Haltepunkt / Haltestelle                                                                                               | 1,67     | Granges (Veveyse) bis 2011               | 704 m ü. M                         |
| Bahnhof | 2,93     | Bossonnens                               | 730 m ü. M                         |
| ehemaliger Haltepunkt / Haltestelle                                                                                               | 3,78     | Tatroz bis 2011                          | 740 m ü. M                         |
| Haltepunkt / Haltestelle | 4,85     | Remaufens                                | 756 m ü. M                         |
| ehemaliger Haltepunkt / Haltestelle                                                                                               | 5,44     | Au Moulin (Veveyse), bis 2011            | 773 m ü. M                         |
| Strecke (außer Betrieb) · Strecke                                                                                                 |          | CEV von Saint-Légier bis 1969            | CEV von Saint-Légier bis 1969      |
| Strecke (außer Betrieb) · Kopfbahnhof Streckenanfang und quer (Strecke außer Betrieb) · Abzweig geradeaus und ehemals nach rechts |          | Umtrassierung 2019                       | Umtrassierung 2019                 |
| Strecke nach links (außer Betrieb) · Kopfbahnhof Streckenende und quer (Strecke außer Betrieb) · Bahnhof                          | 6,780,00 | Châtel-St-Denis                          | 807 m ü. M                         |
| Kopfbahnhof Streckenanfang und quer (Strecke außer Betrieb) · Abzweig geradeaus und ehemals von rechts                            |          | 1969 bis 2019 Kopfbahnhof                | 1969 bis 2019 Kopfbahnhof          |
| ehemaliger Haltepunkt / Haltestelle                                                                                               | 2,81     | Prayoud bis 2012                         | 835 m ü. M                         |
| |          | Brücke A12 Le Fauvé (75 m)               |                                    |
| Bahnhof | 6,16     | Semsales bis 2012, Kulminationspunkt     | 858 m ü. M                         |
| |          | Brücke A12 Pra Linlia (129 m)            |                                    |
| Bahnhof | 7,76     | La Verrerie                              | 836 m ü. M                         |
| ehemaliger Haltepunkt / Haltestelle                                                                                               | 9,77     | Le Crêt bis 2012                         | 845 m ü. M                         |
| ehemaliger Haltepunkt / Haltestelle                                                                                               | 13,43    | Les Ponts bis 2012                       | 831 m ü. M                         |
| Bahnhof | 14,17    | Vaulruz-Sud                              | 813 m ü. M                         |
| ehemaliger Haltepunkt / Haltestelle                                                                                               | 15,11    | Les Colombettes bis 2012                 | 804 m ü. M                         |
| Bahnhof | 16,59    | Vuadens-Sud                              | 803 m ü. M                         |
| ehemaliger Haltepunkt / Haltestelle                                                                                               | 17,89    | Planchy bis 2012                         | 798 m ü. M                         |
| Strecke · Strecke von links |          | TPF von Romont (Normalspur)              | TPF von Romont (Normalspur)        |
| Dienststation / Betriebs- oder Güterbahnhof · Dienststation / Betriebs- oder Güterbahnhof                                         | 18,56    | Planchy Depot und Werkstätte             | 785 m ü. M                         |
| Bahnhof · Bahnhof | 19,46    | Bulle                                    | 771 m ü. M                         |
| Abzweig geradeaus und ehemals nach links · Abzweig geradeaus und ehemals von rechts                                               |          | bis 2021 Meterspur                       | bis 2021 Meterspur                 |
| Strecke · Strecke |          | ab 2022 Dreischienengleis                | ab 2022 Dreischienengleis          |
| Dienststation / Betriebs- oder Güterbahnhof · Dienststation / Betriebs- oder Güterbahnhof                                         | 20,23    | Bulle-bifurcation                        | 760 m ü. M                         |
| Strecke · Strecke nach links |          | TPF nach Broc (ab 2022 Normalspur)       | TPF nach Broc (ab 2022 Normalspur) |
| Haltepunkt / Haltestelle | 20,96    | La Tour-de-Trême Ronclina                | 750 m ü. M                         |
| Haltepunkt / Haltestelle | 22,19    | Le Pâquier-Montbarry                     | 731 m ü. M                         |
| Bahnhof | 24,01    | Gruyères Endpunkt S 51                   | 746 m ü. M                         |
| Tunnel |          | Estavannens I (199 m)                    | Estavannens I (199 m)              |
| Tunnel |          | Estavannens II (77 m)                    | Estavannens II (77 m)              |
| ehemaliger Haltepunkt / Haltestelle                                                                                               | 25,77    | Estavannens bis 2017                     | 708 m ü. M                         |
| Bahnhof | 26,67    | Enney                                    | 712 m ü. M                         |
| Bahnhof | 29,39    | Villars-sous-Mont bis 2018: Grandvillard | 739 m u. M                         |
| Haltepunkt / Haltestelle | 31,35    | Neirivue                                 | 754 m ü. M                         |
| Brücke |          | Brücke Neirivue (76 m)                   | Brücke Neirivue (76 m)             |
| Haltepunkt / Haltestelle | 32,66    | Albeuve                                  | 767 m ü. M                         |
| Haltepunkt / Haltestelle | 33,91    | Lessoc                                   | 778 m ü. M                         |
| Abzweig geradeaus und von rechts                                                                                                  |          | MOB von Montreux                         | MOB von Montreux                   |
| Bahnhof | 36,67    | Montbovon Endpunkt S 50                  | 797 m ü. M                         |
| Strecke |          | MOB nach Zweisimmen                      | MOB nach Zweisimmen                |

| Strecke                                                                                   |           | TPF von Romont (Normalspur)                            | TPF von Romont (Normalspur)    |
| Strecke von rechts · Strecke                                                              |           | TPF von Palézieux (Meterspur)                          | TPF von Palézieux (Meterspur)  |
| Bahnhof · Bahnhof                                                                         | 19,46     | Bulle Endpunkt RE 2 RE 3                               | 771 m ü. M                     |
| Abzweig geradeaus und ehemals nach links · Abzweig geradeaus und ehemals von rechts       |           | bis 2021 Meterspur                                     | bis 2021 Meterspur             |
| Strecke · Strecke                                                                         |           | seit 2022 Dreischienengleis                            | seit 2022 Dreischienengleis    |
| Dienststation / Betriebs- oder Güterbahnhof · Dienststation / Betriebs- oder Güterbahnhof | 20,230,77 | Bulle-bifurcation                                      | 760 m ü. M                     |
| Strecke nach rechts · Strecke                                                             |           | TPF nach Montbovon (Meterspur)                         | TPF nach Montbovon (Meterspur) |
| Haltepunkt / Haltestelle                                                                  | 1,34      | La Tour-de-Trême bis 2017: La Tour-Village             | 746 m ü. M                     |
|                                                                                           |           |                                                        |                                |
| ehemaliger Haltepunkt / Haltestelle                                                       | 2,06      | La Tour-de-Trême Parqueterie bis 2021 vor 2017: Epagny | 728 m ü. M                     |
|                                                                                           |           |                                                        |                                |
| ehemaliger Haltepunkt / Haltestelle                                                       | 3,81      | Les Marches bis 2021                                   | 704 m ü. M                     |
| Brücke über Wasserlauf                                                                    |           | Brücke Sarine Broc (179 m)                             | Brücke Sarine Broc (179 m)     |
| Haltepunkt / Haltestelle, ehemals Bahnhof                                                 | 4,41      | Broc-Village bis 2021 Bahnhof                          | 719 m ü. M                     |
| Bahnhof                                                                                   | 5,44      | Broc-Chocolaterie Endpunkt RE 2 RE 3                   | 689 m ü. M                     |
| Strecke                                                                                   |           | Anschlussgleis Nestlé bis 2018                         | Anschlussgleis Nestlé bis 2018 |

Die Bahnstrecke Palézieux–Bulle–Montbovon ist eine Meterspurstrecke im Greyerzerland. Sie verbindet Palézieux über Châtel-St-Denis, Bulle, Greyerz mit Montbovon. Eine Nebenlinie, seit 2023 in Normalspur, führt von Bulle nach Broc zur Cailler-Fabrik. Die Linien werden durch die Transports publics Fribourgeois (TPF) betrieben.
Die Strecken wurden durch die Chemin de fer Châtel–Bulle–Montbovon (CBM) und die Chemin de fer Châtel–Palézieux (CP) erbaut. Nach Namensänderung (1902) zu Chemins de fer électriques de la Gruyère (CEG) übernahm die erste die letztere 1907.

## Geschichte

### Betriebseröffnung

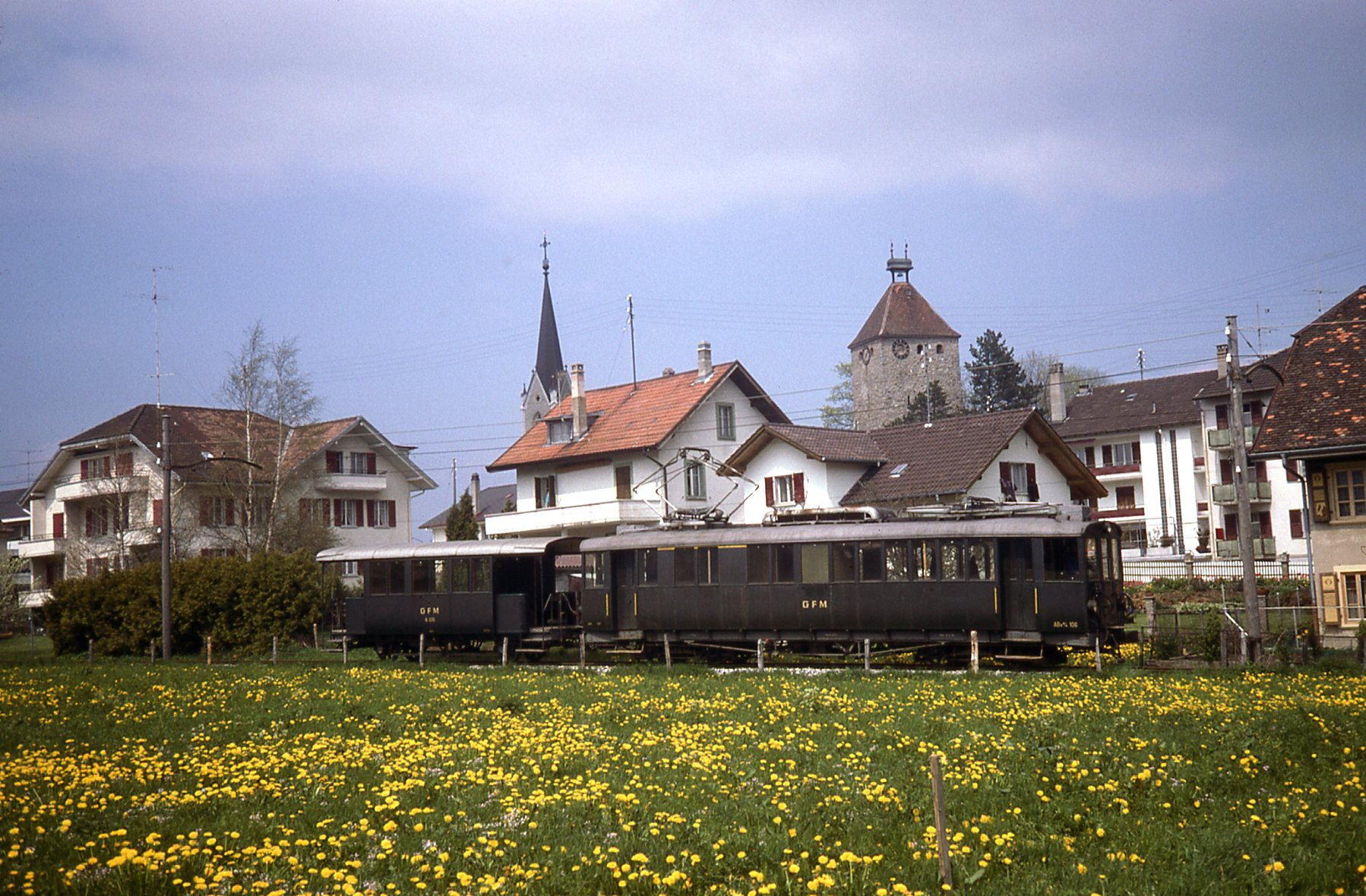
Historischer Zug der GFM mit ABe 4/4 106 aus dem Jahr 1903.

Den ersten Bahnanschluss erhielt das Greyerzerland, als 1868 die Bulle-Romont-Bahn eröffnet wurde. Die Bemühungen für den Bau einer durchgehenden normalspurigen Simmental- oder Stockhornbahn von Thun nach Vevey waren nicht erfolgreich. 1897 erhielt die Chemin de fer Châtel–Bulle–Montbovon (CBM) eine Konzession für eine elektrische Meterspurbahn. Am 29. April 1901 wurde die Strecke von Châtel-Saint-Denis nach Palézieux von der Chemin de fer Châtel–Palézieux (CP) in Betrieb genommen. Die CBM änderte 1902 ihren Firmennamen 1902 in Chemins de fer électriques de la Gruyère (CEG) und eröffnete zwischen 1903 und 1904 in mehreren Etappen die Strecke von Châtel-Saint-Denis nach Montbovon:

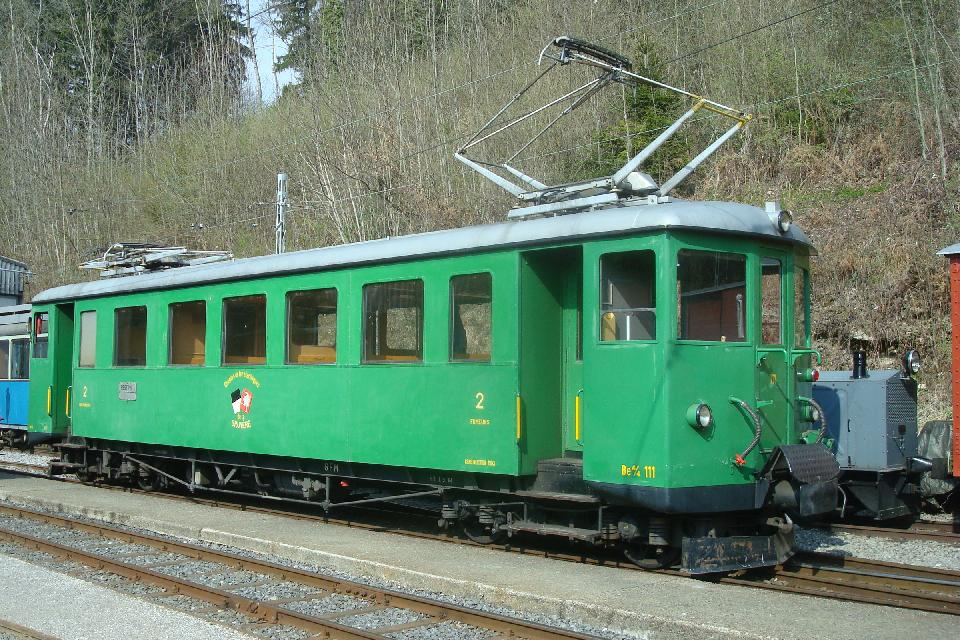
Motorwagen Be 4/4 111 der ehemaligen CEG bei der Museumsbahn Blonay-Chamby.

- 23.07.1903: Châtel-St-Denis–Vuadens-Sud
- 23.07.1903: Montbovon–La Tour-de-Trême
- 14.07.1904: Vuadens-Sud–Bulle
- 21.09.1904: La Tour-de-Trême – Bulle

Der Name der Chemins de fer électriques de la Gruyère weist darauf hin, dass die Bahn seit Betriebsbeginn elektrisch fährt. Sie führte auch den Betrieb der CP, die 1907 übernommen wurde.
1912 wurde die Seitenlinie von Bulle nach Broc, die dort bis zur Schokoladenfabrik Cailler (heute Nestlé) führt, in zwei Etappen eröffnet:
- 29.01.1912: Bulle-bifurcation–Les Marches
- 24.06.1912: Les Marches–Broc-Fabrique

Die ursprünglich geplante Weiterführung dieser Linie bis Freiburg wurde wegen des Ersten Weltkriegs nicht erstellt. Nach Eröffnung der A12 wurde stattdessen eine Autobuslinie in Form eines Schnellbusses Bulle–Freiburg eingerichtet, die 2011 durch einen RegioExpress via Romont abgelöst wurde.

### Weitere Entwicklung

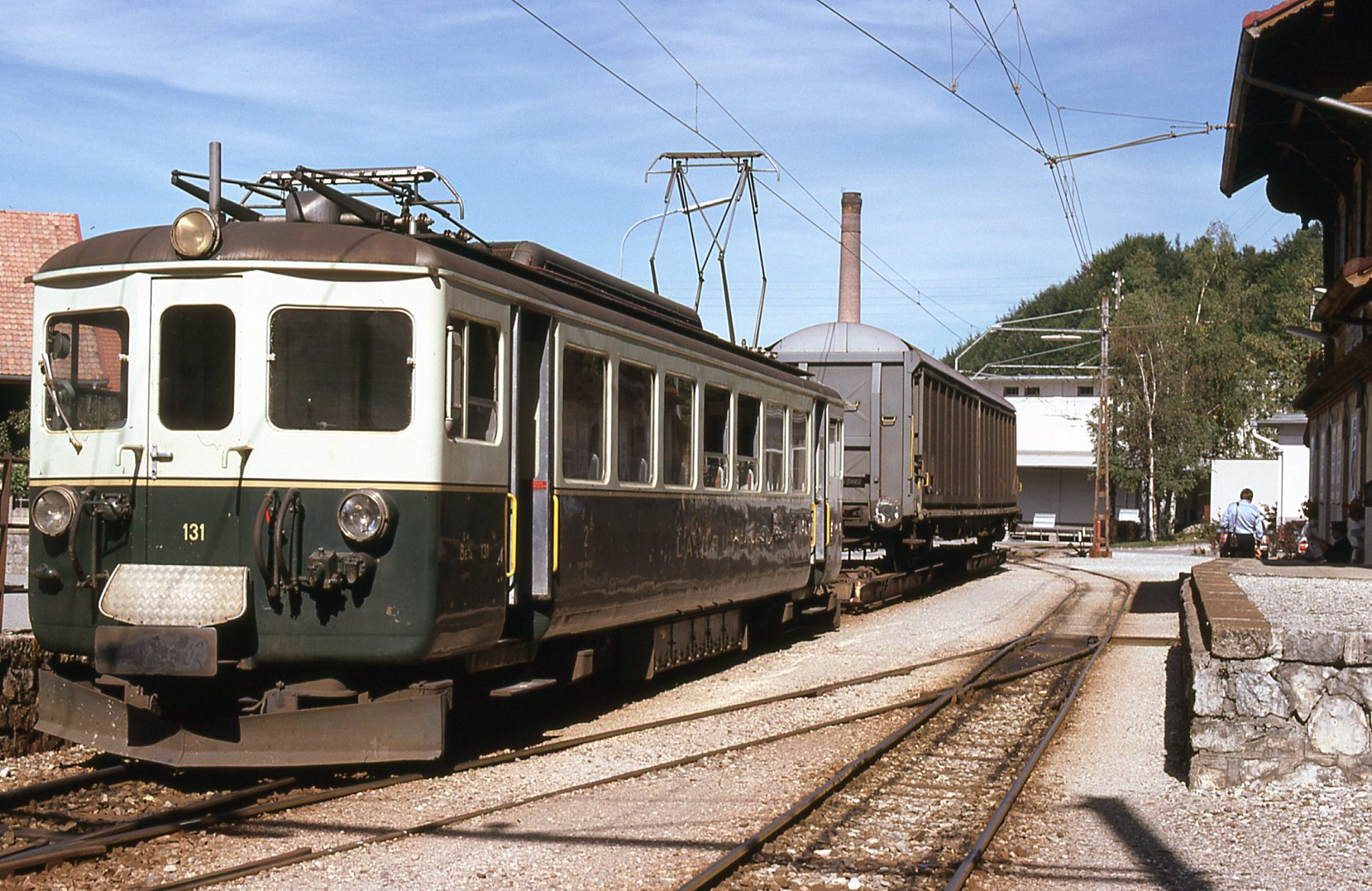
Zur Modernisierung des Rollmaterials beschafften die GFM im Jahr 1943 die Be 4/4 131–133. Be 4/4 131 im Rollschemelverkehr in Broc-Fabrique, 2010.

Obwohl die CEG das touristisch attraktive Greyerzerland erschlossen, hatten sie einige finanzielle Schwierigkeiten. 1913 musste das zunehmend defizitäre Unternehmen finanziell saniert werden. In den 1930er-Jahren gerieten die CEG erneut in finanzielle Bedrängnis.
Zwischen 1929 und 1932 betrieben die CEG ausserdem die Gleislose Bahn Freiburg–Farvagny, einen frühen Trolleybusbetrieb, den sie von der Compagnie des omnibus électriques Fribourg–Farvagny übernahm, bevor die Gesellschaft 1930 gänzlich in der CEG aufging.

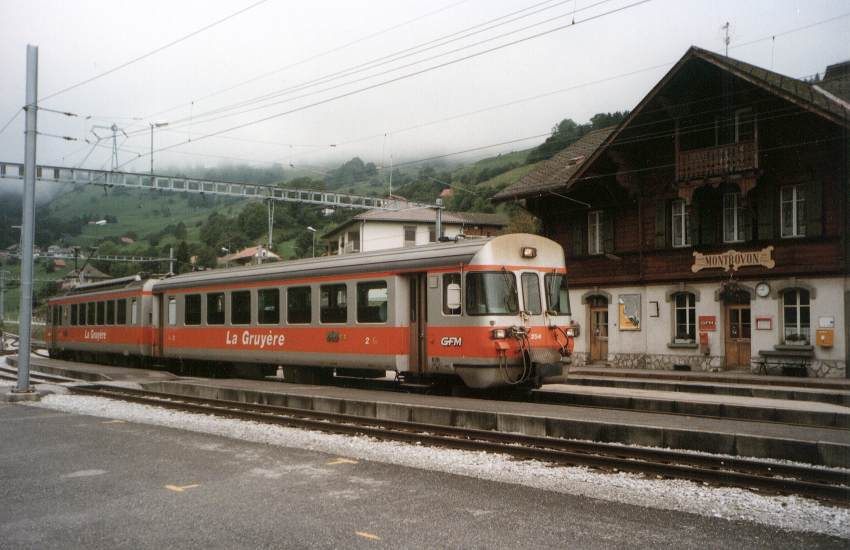
Pendelzug mit Be 4/4 151 und zugehörigen Steuerwagen aus dem Jahr 1977 in Montbovon

1942 schlossen sich die CEG mit den beiden Normalspurbahnen Chemin de fer Fribourg–Morat–Anet (FMA, Freiburg–Murten–Ins) und Chemin de fer Bulle–Romont (BR) zu den Chemins de fer fribourgeois Gruyère–Fribourg–Morat (GFM) zusammen. Die GFM übernahmen Autobuslinien, so dass sich nahezu der gesamte öffentliche Verkehr im Kanton Freiburg in deren Hand befand. Die GFM bauten ihre Schmalspurstrecke unter finanzieller Hilfe des Militärdepartements aus. Zudem wurden während des Zweiten Weltkriegs Dampflokomotiven auf dem Schmalspurnetz der GFM und der benachbarten Montreux-Berner Oberland-Bahn (MOB) stationiert, um eine fahrleitungsunabhängige Reserve zu schaffen.
1958 wurde der Rollschemelbetrieb zwischen Bulle und Broc eingeführt. In den 1960er-Jahren verzögerte sich die technische Sanierung, da die Einstellung des Bahnbetriebs diskutiert wurde.

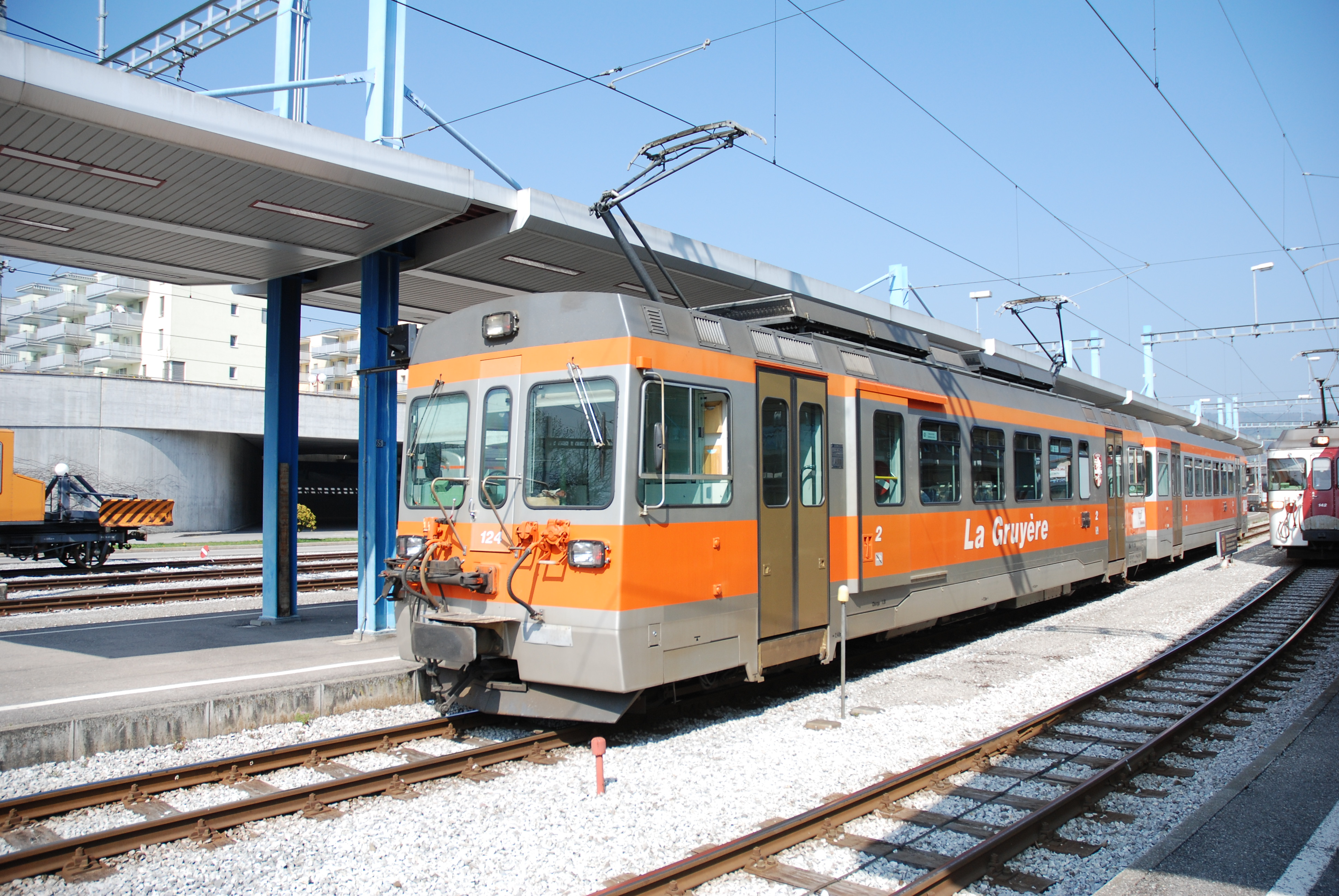
BDe 4/4 124 Baujahr 1996 in Bulle

Zwischen November 1973 und Oktober 1979 wurden für die A12 auf dieser Strecke mit Pendelzügen 2'025'000 Tonnen Kies befördert. Dafür wurden die beiden BDe 4/4 141 und 142 ohne Inneneinrichtung, aber mit Ballast, verwendet.
Im August 2012 wurden gemeinsam mit den BAM, der MOB und den Travys 17 Schmalspurtriebzüge ausgeschrieben. Im März 2013 wurde bekannt, dass Stadler den 150-Millionen-Franken-Vertrag gewonnen hat. An die TPF wurden sechs dreiteilige Triebzüge ABe 4/12 geliefert, welche eine Dauerleistung von 1340 kW haben und eine Höchstgeschwindigkeit von 100 km/h erreichen. Die ersten Züge wurden 2015/2016 ausgeliefert, ersetzten ältere Fahrzeuge und tragen seither die Hauptlast des Verkehrs.

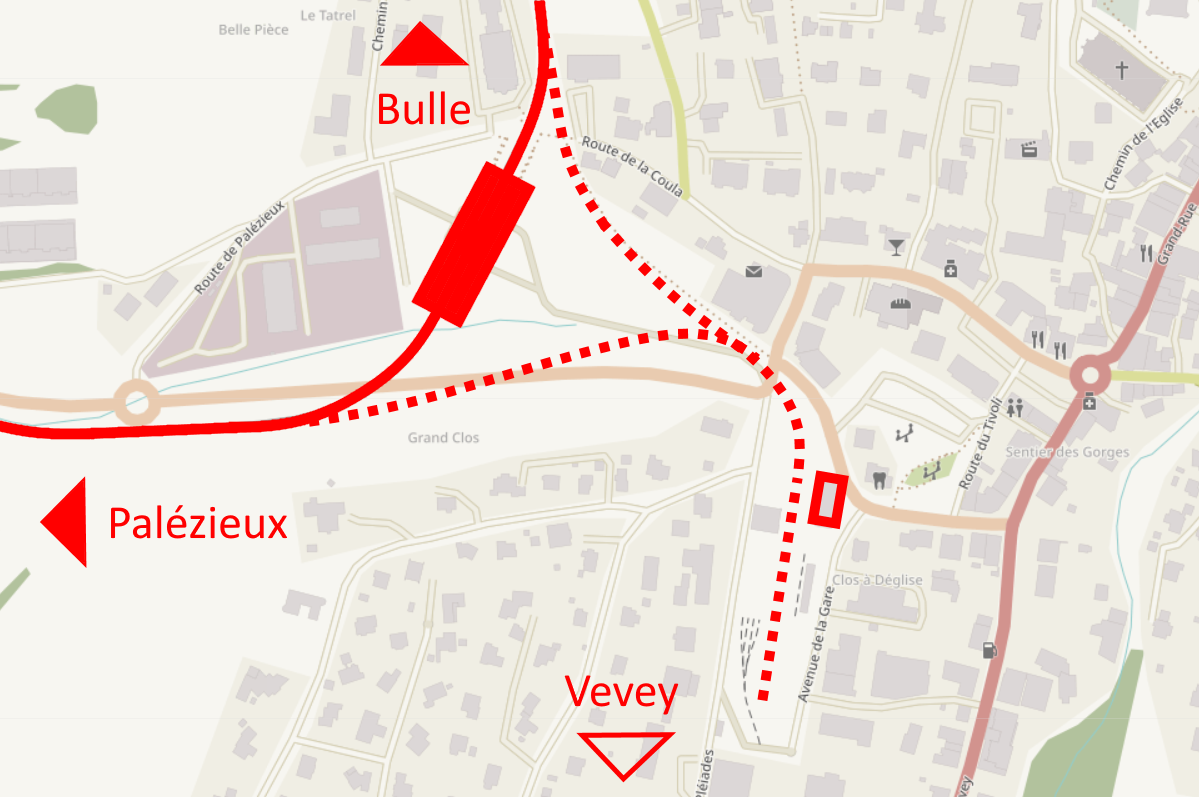
Alter und neuer Bahnhof in Châtel-Saint-Denis.

2019 wurde der Durchgangsbahnhof Châtel-Saint-Denis eingeweiht, der den ursprünglichen Kopfbahnhof ersetzte. Die Verlegung des Bahnhofs ermöglichte die Einführung des Halbstundentaktes zwischen Bulle und Palézieux und eine Fahrzeitverkürzung von drei Minuten.
Der in den Jahren 1987 bis 1992 für 38 Millionen Franken erneuerte Bahnhof Bulle war in einer verhältnismässig engen Kurve angelegt. Dies verunmöglichte die Erhöhung der Perrons im Normalspurbereich auf 55 Zentimeter und damit die Einhaltung des Behindertengleichstellungsgesetzes. Deshalb wurde 2019 damit begonnen, den Bahnhof um rund 200 Meter nach Nordwesten zu verlegen. Die neuen Perrons für die Meterspurzüge wurden für 120 Meter lange Züge ausgelegt, die Normalspurbahnsteige sind 150 Meter lang. Im Dezember 2022 wurde der neue Bahnhof in Betrieb genommen.

## Streckenbeschreibung
Einige hundert Meter nach dem Bahnhof Palézieux überquert die Bahn die Kantonsgrenze Waadt-Freiburg und überwindet mit einer durchgehenden Steigung von 27 und dann 20 Promille den Höhenunterschied nach Remaufens. Von dort nach Châtel-Saint-Denis müssen die Züge gar 32 Promille überwinden. Nun folgt die Bahnstrecke flussaufwärts der jungen Broye bis Semsales und weiter der Autobahn A12 entlang hinunter nach Bulle, der zweitgrössten Stadt des Kantons Freiburg, wo die Stichstrecke nach Broc abzweigt.
Das Gefälle geht weiter bis Pâquier-Montbarry, dem Eingang ins Greyerzerland. Nach Gruyères folgen die kurzen Tunnels Estavannens I und II, um anschliessend entlang der Saane im Intyamon hinauf nach Montbovon zu gelangen, wo die TPF mit der ebenfalls meterspurigen Montreux-Berner Oberland-Bahn (MOB) verbunden sind.

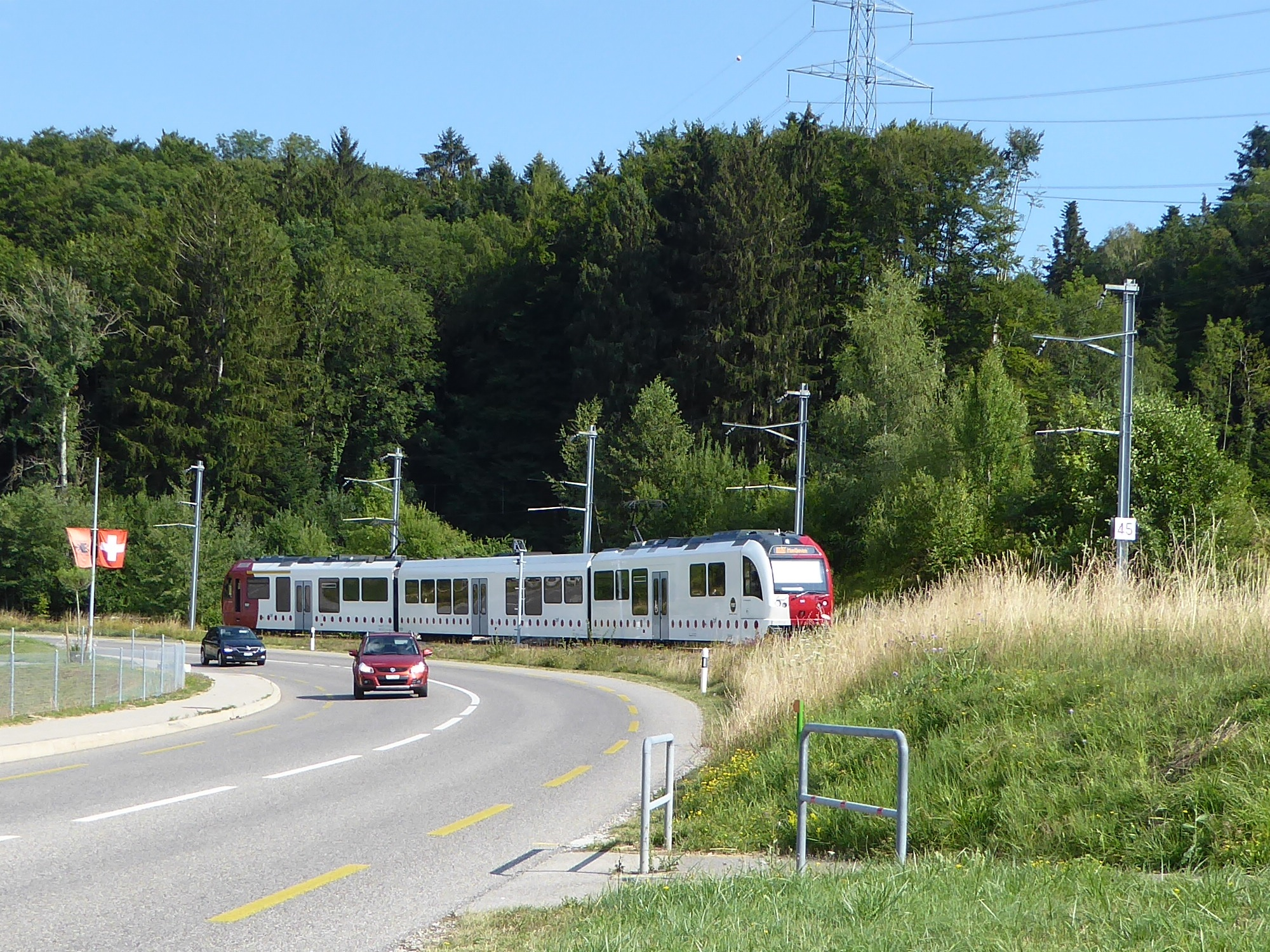
Kurz nach der Ausfahrt in Prayoud in Richtung Châtel-Saint-Denis
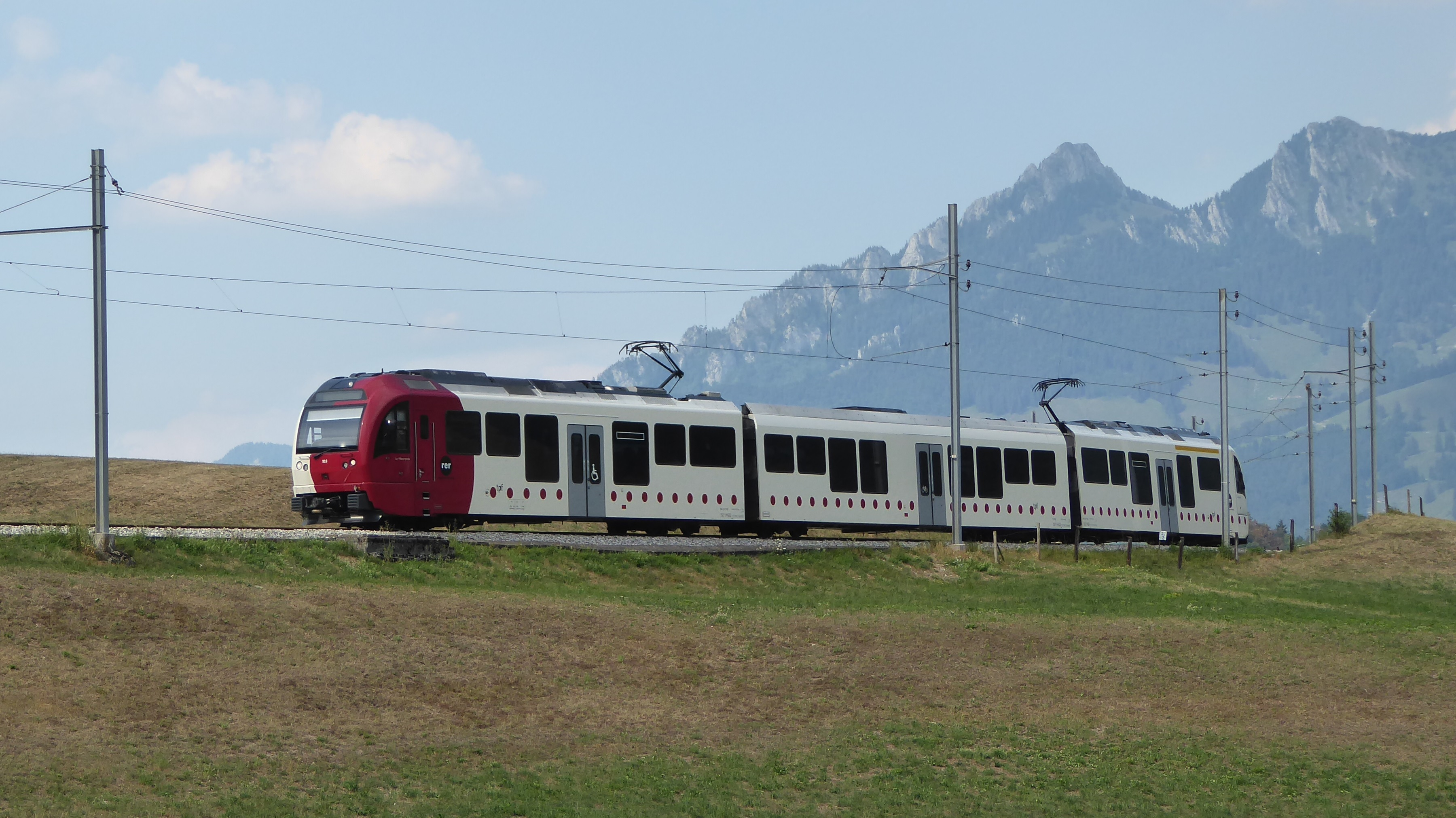
Zwischen Neirivue und Albeuve, hinten Dent de Broc und Dent du Chamois
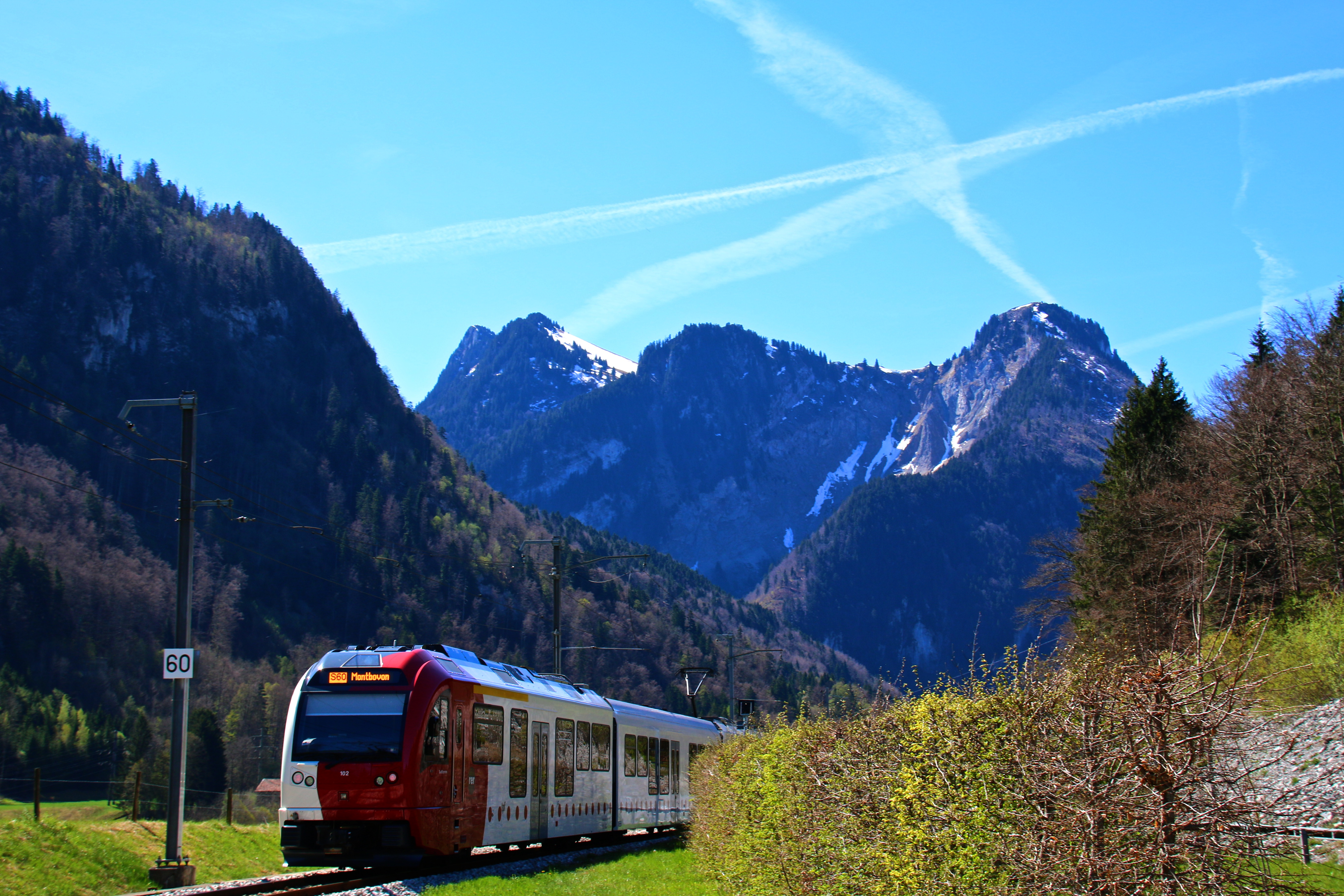
Kurz vor Montbovon
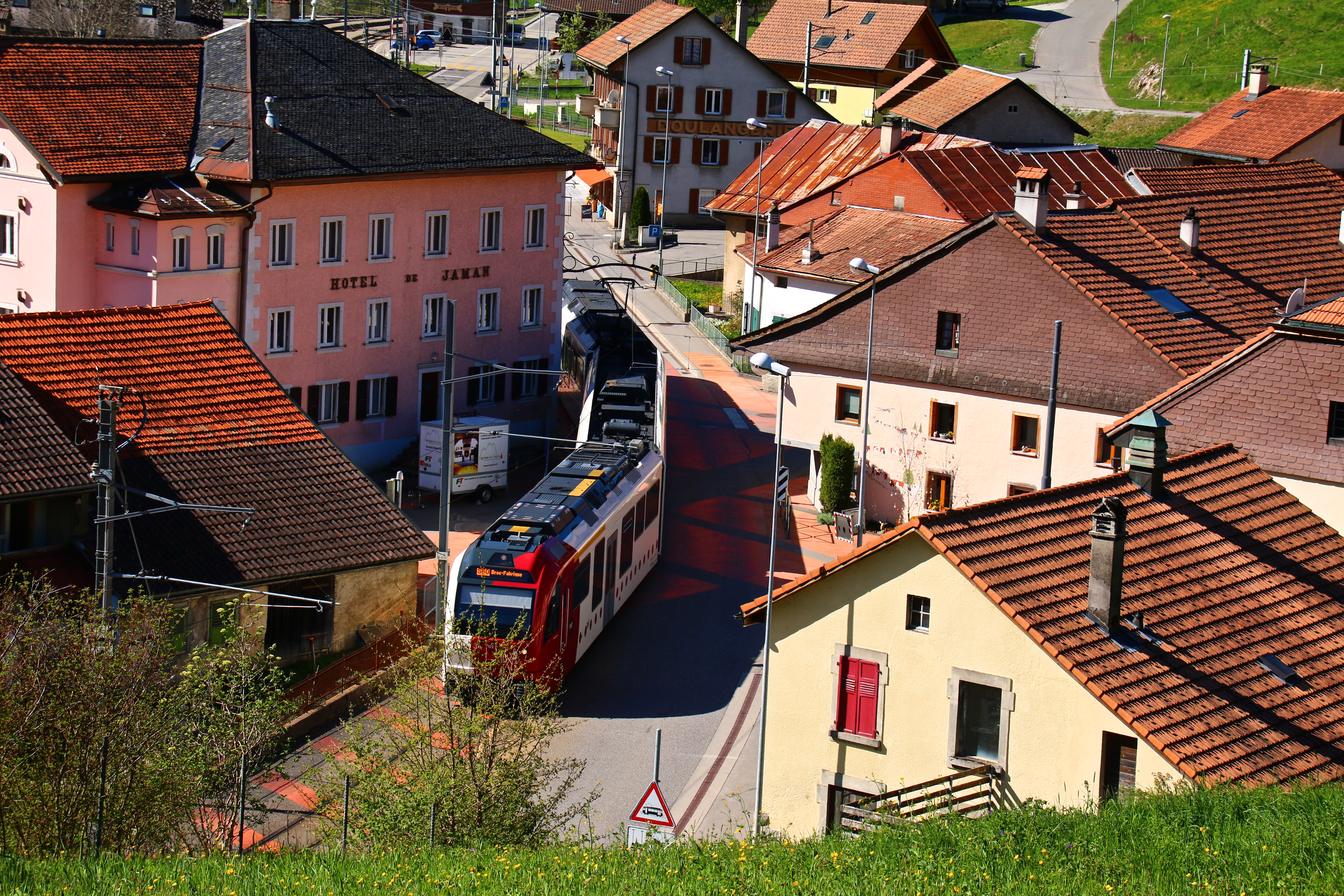
Enge Ortsdurchfahrt in Montbovon

## Umgespurte Nebenlinie Bulle–Broc

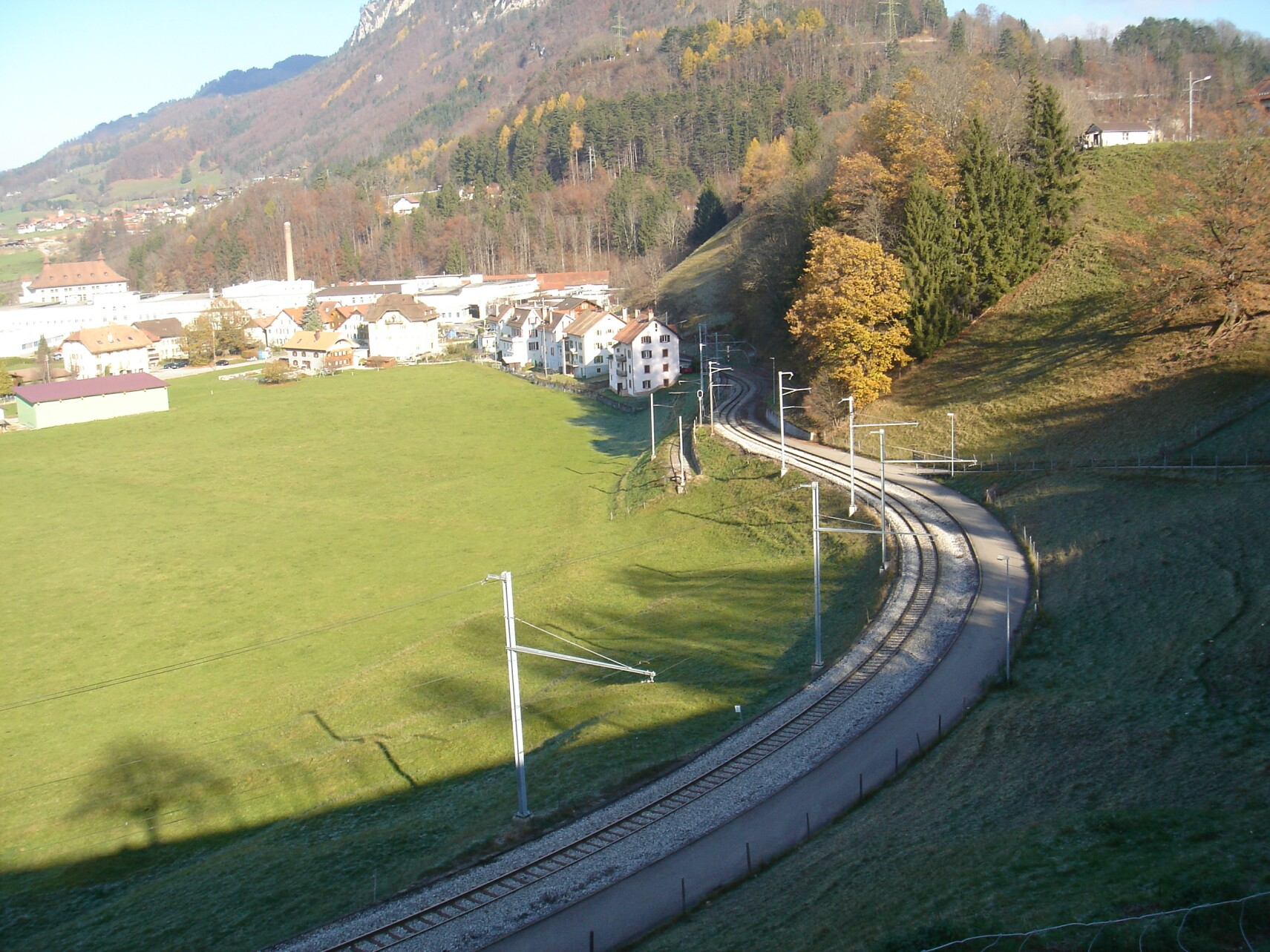
Strecke nach Broc-Chocolaterie, von wo Anschlussgleise ins Nestlé-Fabrikareal führten.

Die 5,4 Kilometer lange Meterspur-Strecke Bulle–Broc wurde am 6. April 2021 ausser Betrieb genommen, um sie auf Normalspur umzubauen. Hauptargument für die Umspurung war der aufwendige Güterverkehr zur Cailler-Schokoladenfabrik mittels Rollböcken, welcher allerdings 2018 von Nestlé auf die Strasse verlagert worden war. Wegen ihres tiefen Kostendeckungsgrads war der Weiterbestand der Strecke gefährdet. Die Bahnlinie ist aber von touristischer Bedeutung, erschliesst sie doch die Maison Cailler: 2013 zählte das Schokolademuseum 368'000 Besuchende aus der ganzen Welt.
Mit dem Fahrplanwechsel am 10. Dezember 2022 konnte die umgespurte Strecke bis Broc-Village – gleichzeitig mit dem neuen Bahnhof Bulle – in Betrieb genommen werden. Seither wird die Strecke abwechslungsweise jede halbe Stunde vom RegioExpress Freiburg–Bulle und vom RegioExpress Bern–Bulle bedient. Am 26. August 2023 wurde die Verlängerung nach Broc-Fabrique eingeweiht; seit dem Fahrplanwechsel vom 10. Dezember 2023 heisst diese Bahn-Endstation Broc-Chocolaterie.
Dank der Umspurung ist im Bahnhof Bulle die Standzeit von 40 Minuten entfallen, ausserdem kann eine Schmalspurkomposition eingespart werden.

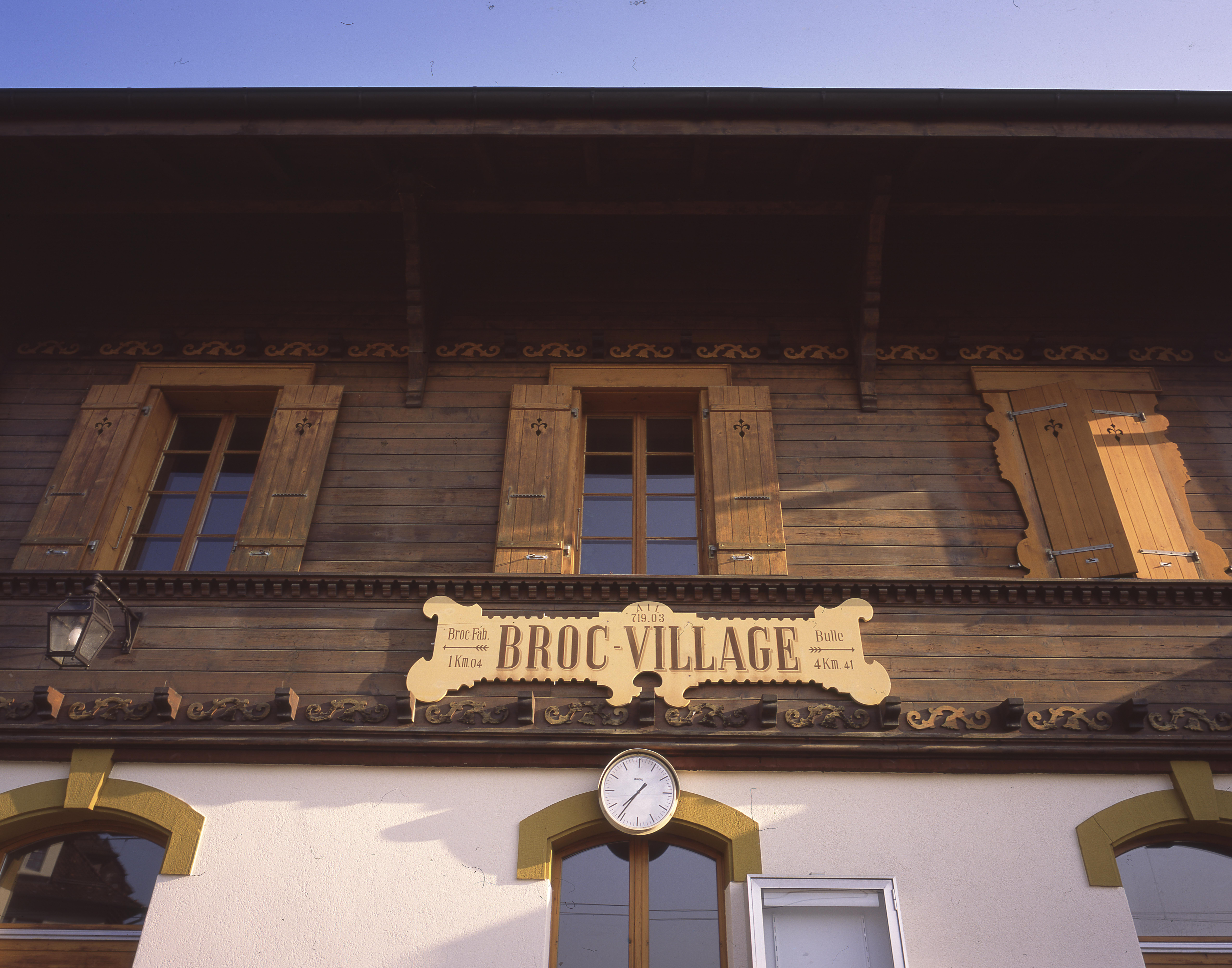
Die historischen Bahnhofsgebäude in Broc-Village und in den anderen Stationen bleiben erhalten.

Die Umspurung war mit einigem Aufwand verbunden. Der rund 800 Meter lange Abschnitt von Bulle nach Bulle-bifurcation (Verzweigung) wurde mit einem Dreischienengleis und umschaltbarer Fahrleitung versehen, damit er von den Normalspurzügen nach Broc und jenen der meterspurigen S51 nach Montbovon befahren werden kann. Zwischen Broc-Village und Broc-Chocolaterie wurde die Strecke neu trassiert, um das Gefälle von 50 auf 40 Promille zu verringern und den minimalen Kurvenradius auf 150 Meter zu vergrössern. Dazu wurde östlich der Station Broc-Village der Bahnkörper tiefergelegt, damit das Gefälle früher beginnt. Zudem waren Stützmauern und umfangreiche Hangaufschüttungen notwendig. Die Stationen La Tour-de-Trême, Broc-Village und Broc-Chocolaterie erhielten 150 Meter lange Perrons; die historischen Bahnhofsgebäude blieben erhalten. Die Haltestelle Epagny wurde erst in Parqueterie umbenannt und wie die Haltestelle Les Marches später aufgelöst.

## Fahrzeuge
→ siehe Abschnitt Fahrzeugpark im Artikel Chemins de fer fribourgeois Gruyère–Fribourg–Morat